# Ігор Ґавдяк
Ігор-Юрій Ґавдяк (нар. 10 лютого 1935, Дрогобич — пом. 29 квітня 2022) — український та американський історик, науковець, президент Українсько-американської координаційної ради, член ради директорів Світового Конґресу Українців.

## Біографія
Народився 10 лютого 1935 року в Дрогобичі. Після закінчення Другої світової війни, перебував у таборах біженців у Міттенвальді та Фюссені в Німеччині. З 1949 року проживає в США.
У 1962 році закінчив Університет Кларка, а у 1964 році — здобув ступінь магістра в Мерілендському університеті.
З 1964 року працює в Мерілендському університеті: з 1971 по 1974 рік — асистент професор, у 1969—1971 роках — асистент професор Морської академії США у місті Аннаполіс.
З 1974 року працює в Бібліотеці Конгресу: з 1974 по 1999 рік — старший науковий дослідник-аналітик Федерального дослідного відділу. З 1999 по 2003 рік — бібліограф з питань України і Білорусі Європейського відділу, консультант відділу Східної Європи й України.
Активно займається діяльністю щодо піднесення міжнародного авторитету України та координування українських організацій у США.
У 1994 році очолив Вашингтонське відділення Українсько-американської координаційної ради, згодом став її президентом.

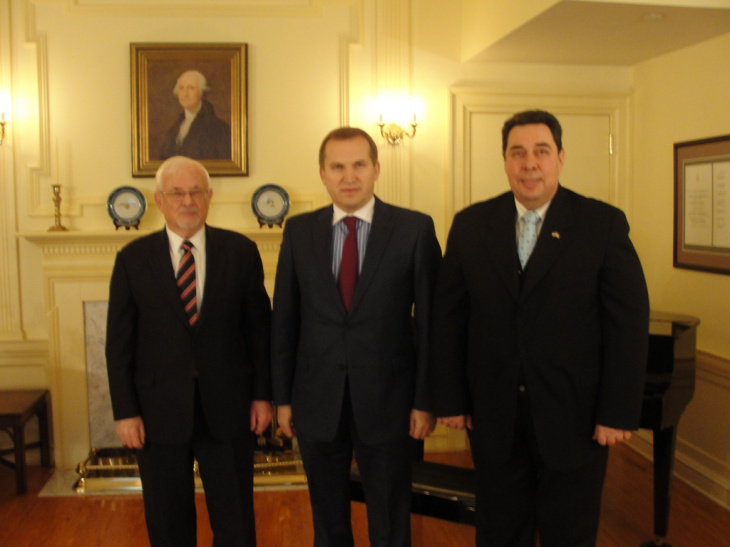
На фото зліва направо: І.Гавдяк, Посол України в США О.Моцик та Президент компанії АртЕмес, продюсер А.Гутмахер

У різний час був: Першим віце-президентом Українського братського союзу, президентом Асоціації українців штату Вашингтон, віце-президентом Вашинґтонської групи українських професіоналів, координатором громадського комітету «Українські американці за Керрі».
У 2001 році був членом Організаційного комітету з підготовки та проведення ІІІ Всесвітнього форуму українців.
Член ради директорів Української всесвітньої координаційної ради та Світового Конґресу Українців.
Помер 29 квітня 2022 року.

## Нагороди
- орден «За заслуги» ІІІ ступеня (2001) — за вагомий особистий внесок у піднесення міжнародного авторитету України, зміцнення співробітництва і дружніх зв'язків з історичною Батьківщиною та з нагоди 10-ї річниці незалежності України[9];
- медаль святого Володимира Великого (2023; посмертно)[10]